# Toyota Motor Manufacturing Czech Republic
Toyota Motor Manufacturing Czech Republic s.r.o. (TMMCZ) je výrobní závod v průmyslové zóně Kolín-Ovčáry. Vznikl jako joint venture automobilek Toyota Motor Corporation a Groupe PSA pod názvem „Toyota Peugeot Citroën Automobile Czech“ (TPCA). Výroba vozidel v továrně byla zahájena v roce 2005. Od 1. ledna 2021 přebrala továrnu Toyota a byla přejmenována z TPCA na „Toyota Motor Manufacturing Czech Republic s.r.o.“

## Historie
Plán společného vývoje společnosti Toyota a Groupe PSA oznámily v červnu 2001, poté proběhl výběr vhodné lokality pro novou továrnu, ve kterém zvítězil středočeský Kolín. Výroba byla zahájena v únoru 2005. Přímo v automobilce pracuje asi 2 800 lidí (stav k roku 2009).
Dne 1. prosince 2008 byl v továrně vyroben miliontý vůz, v polovině února 2017 zde dokončili již třímiliontý vůz. Od roku 2021 je továrna ve výlučném vlastnictví Toyoty. 

## Produkty
Při zahájení produkce v roce 2005 tvořily výrobní program závodu „trojčata“ Toyota Aygo, Peugeot 107 a Citroën C1. V roce 2014 byla uvedená druhá generace vozů. Toyota a Citroën zachovaly pojmenování, zatímco Peugeot použil nové označení „108“. Designové rozdíly karoserií jednotlivých aut druhé generace byly výraznější, než u předchozí generace. Výroba těchto modelů byla ukončena na přelomu let 2021 a 2022.
Výrobní program k dubnu 2022 sestává z vozů Aygo X a Yaris. 

### Prodeje „trojčat“

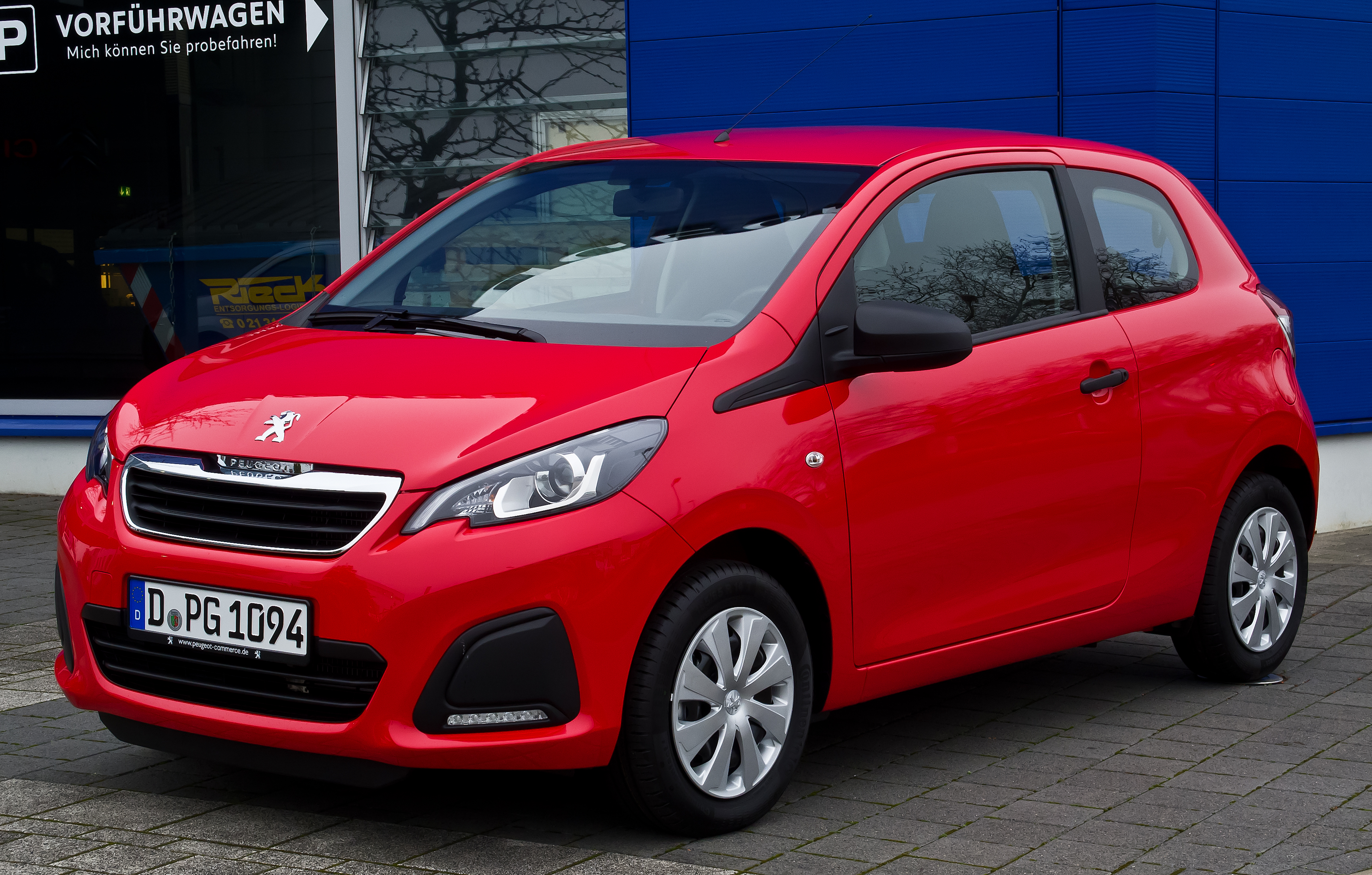
Peugeot 108
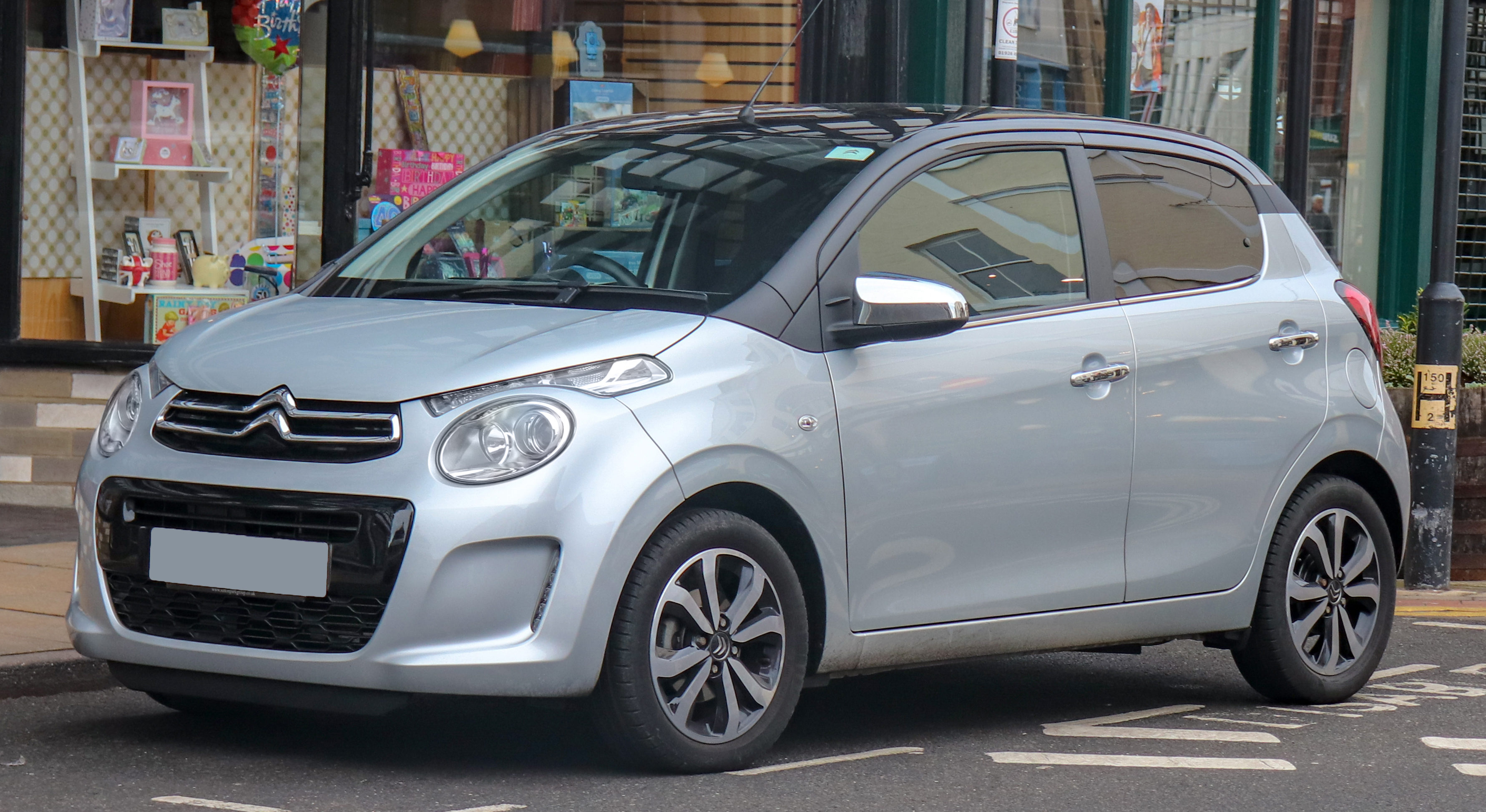
Citroën C1
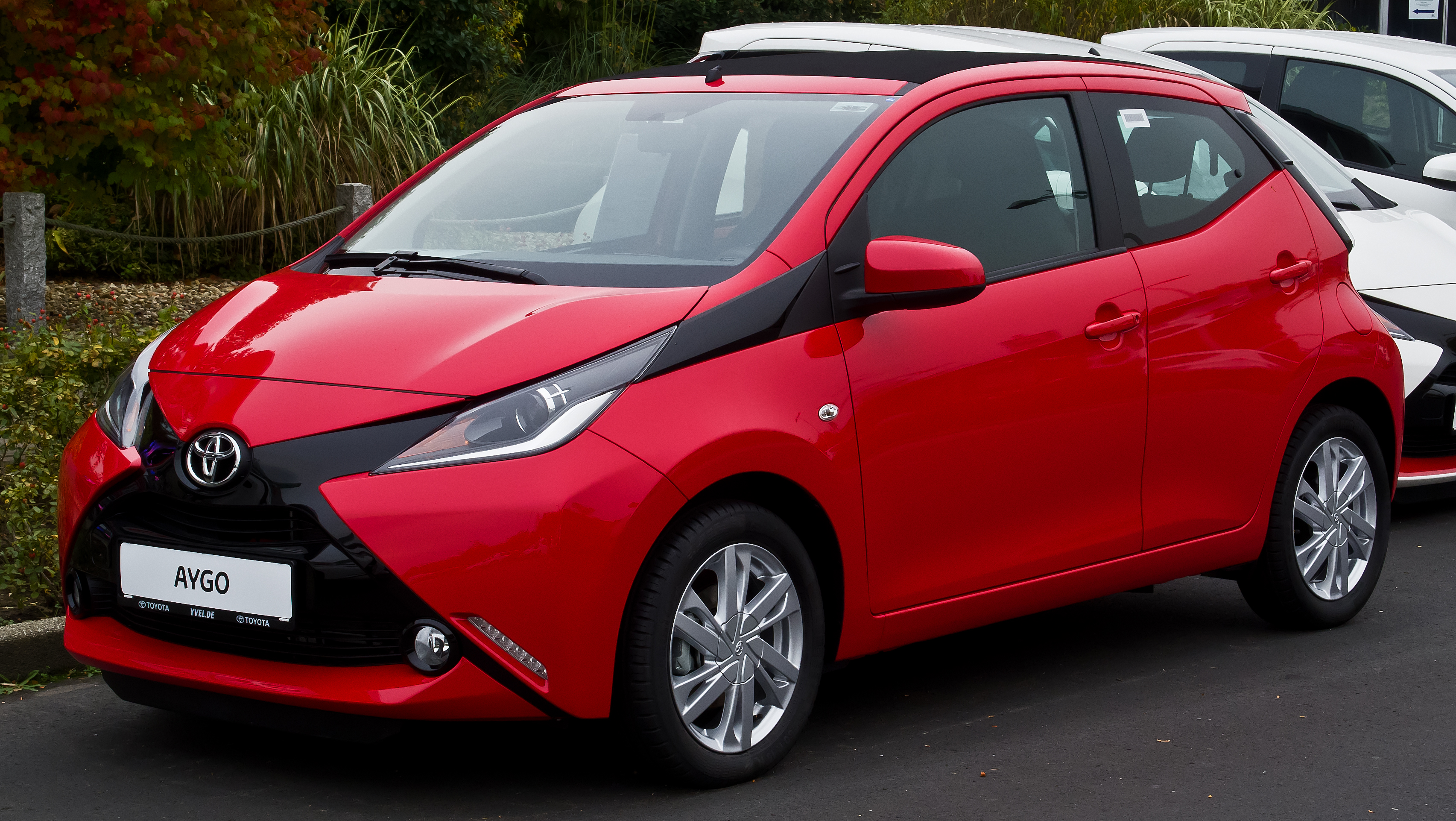
Toyota Aygo

Cílovými trhy pro kolínská miniauta jsou evropské země. 

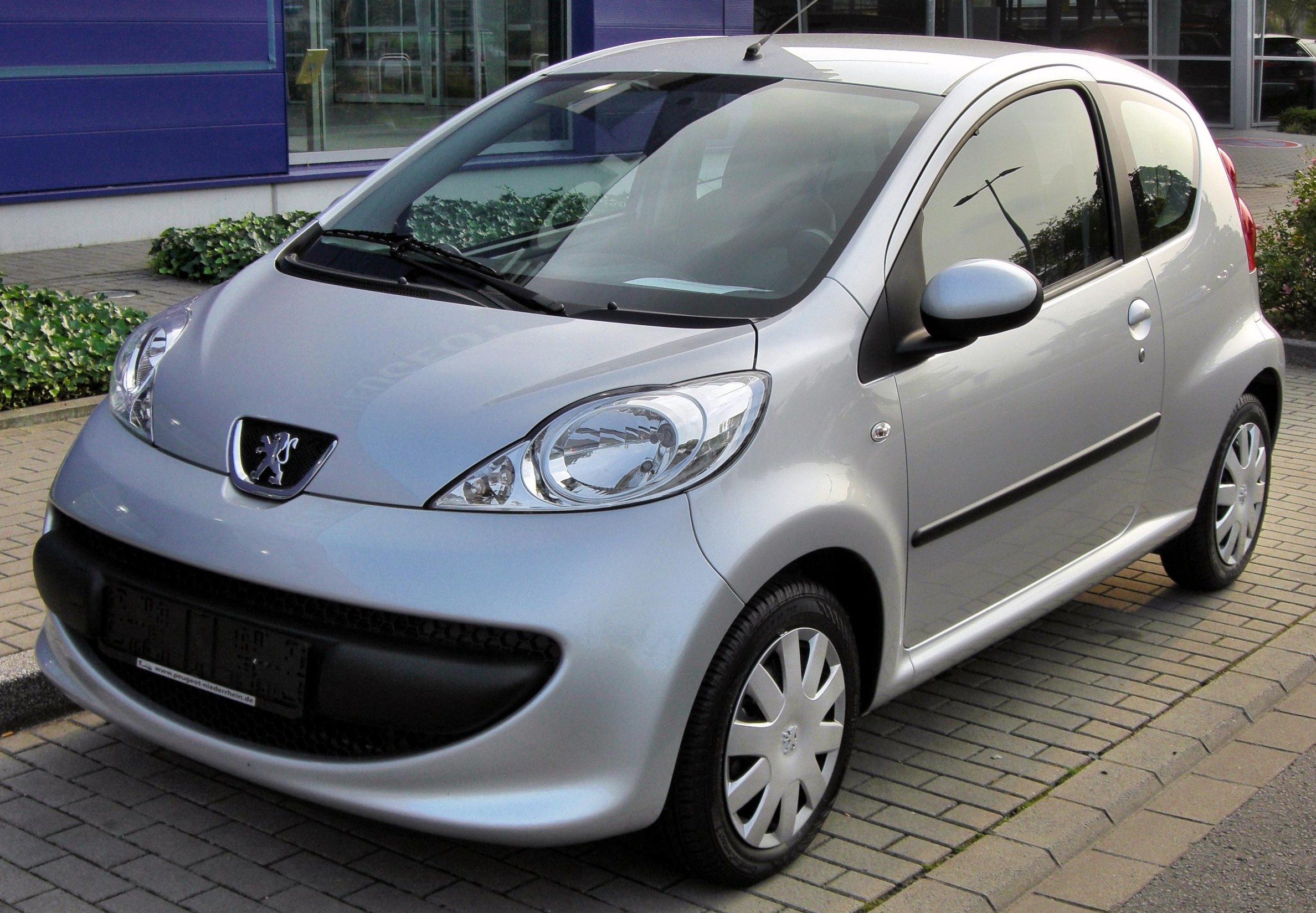
Peugeot 107
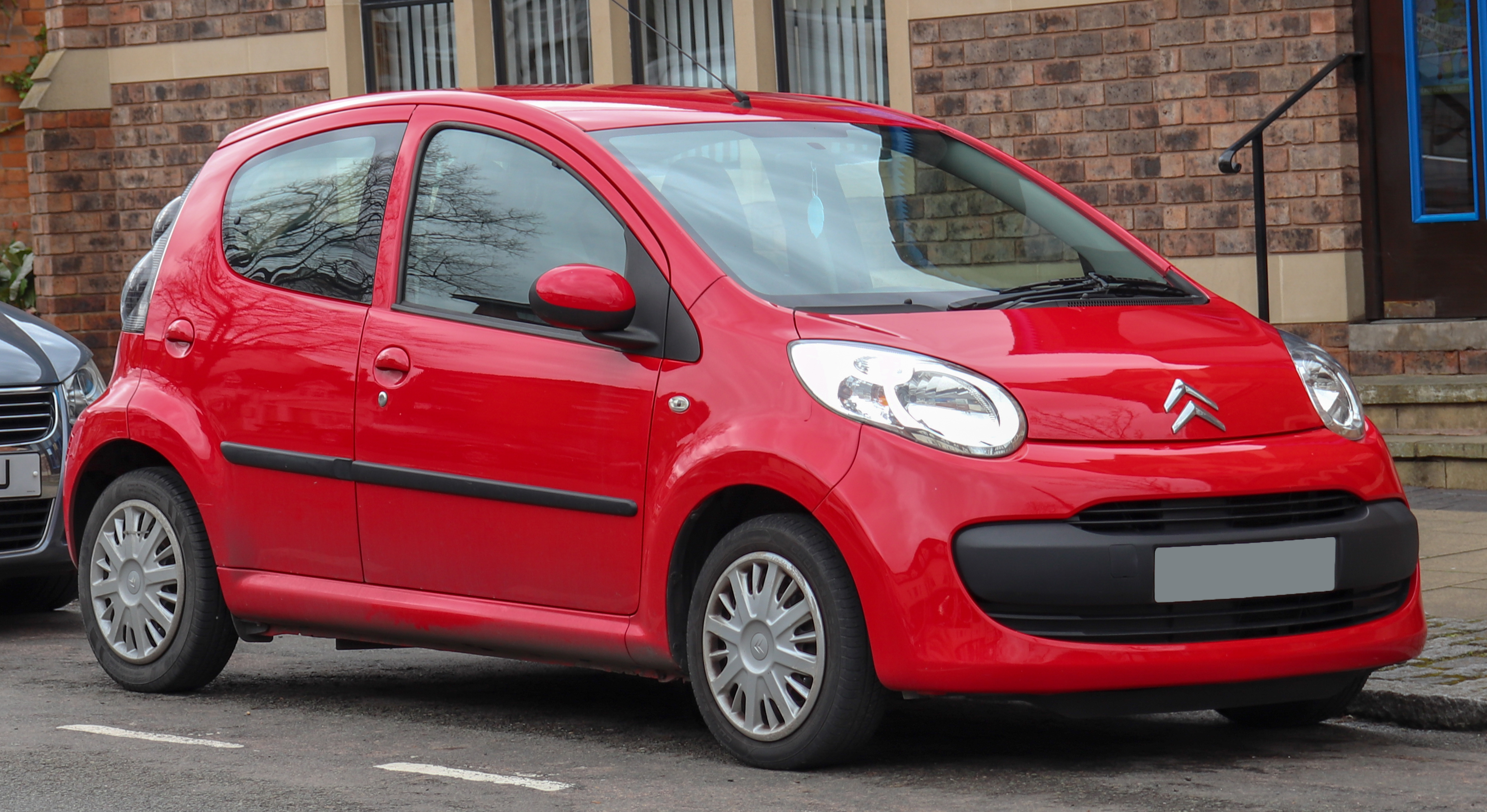
Citroën C1
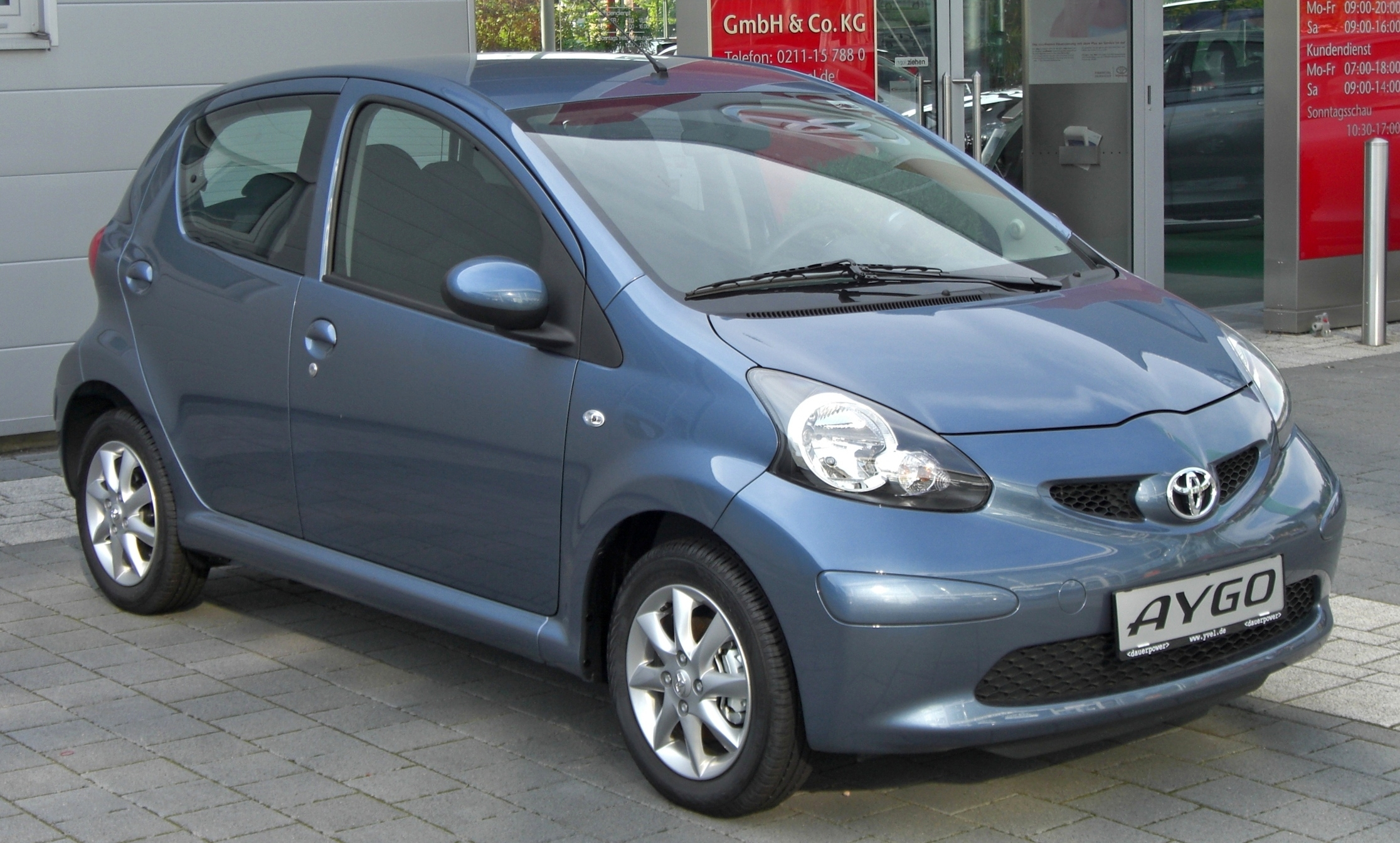
Toyota Aygo

| Kalendářní rok | Toyota Aygo | Citroën C1 | Peugeot 107 | Peugeot 108 | CELKEM  |
| -------------- | ----------- | ---------- | ----------- | ----------- | ------- |
| 2005           | 21 360      | 17 949     | 19 610      |             | 58 919  |
| 2006           | 96 251      | 87 563     | 91 025      |             | 274 839 |
| 2007           | 102 671     | 93 903     | 97 225      |             | 293 799 |
| 2008           | 101 303     | 104 475    | 98 236      |             | 304 014 |
| 2009           | 103 252     | 118 702    | 117 920     |             | 339 874 |
| 2010           | 83 063      | 102 023    | 106 408     |             | 291 494 |
| 2011           | 88 477      | 82 969     | 85 858      |             | 257 304 |
| 2012           | 72 295      | 65 573     | 69 238      |             | 207 106 |
| 2013           | 63 993      | 56 722     | 55 244      |             | 175 959 |
| 2014           | 68 874      | 53 518     | 24 356      | 31 087      | 177 835 |
| 2015           | 86 085      | 63 695     | 88          | 68 522      | 218 390 |
| 2016           | 84 321      | 62 537     | 5           | 63 561      | 210 424 |
| 2017           | 84 588      | 53 292     | 1           | 55 831      | 193 712 |
| 2018           | 92 187      | 52 020     | 2           | 57 257      | 201 466 |
| 2019           | 99 510      | 49 900     |             | 54 230      | 203 640 |
| 2020           | 82 711      | 40 578     |             | 43 629      | 166 918 |
| 2021           | 82 820      | 35 897     |             | 34 689      | 153 406 |

- Peugeot 107
- Citroën C1
- Toyota Aygo

- Peugeot 108
- Citroën C1
- Toyota Aygo

## TPCA a dálnice D11
Součástí dohody s českými úřady o této významné investici byl závazek ČR, že do konce roku 2005 dostaví potřebnou část dálnice D11, kterou bude využívat kamionová doprava s vazbou na automobilku. Kvůli stavebním komplikacím se nezdařilo otevřít potřebný úsek dálnice celý, v prosinci 2005 byla tedy potřebná část otevřena alespoň v polovičním profilu.